# Лиепая (станция)
Лиепая — железнодорожная станция в городе Лиепая и крупнейший вокзал Курземе. Лиепая — конечная станция линии Елгава-Лиепая. Осуществляется также грузовое сообщение. Кассы на вокзале закрыты.
С 31 июле 2023 года движение пассажирских поездов между Ригой и Лиепаей осуществляется ежедневно, а по воскресеньям – два раза в день. 
Здание Лиепайского железнодорожного вокзала также используется под Лиепайский автовокзал.

## История
Здание вокзала было построено в 1871 году на песчаном месте у Либаво-Роменской железной дороги. В то время его называли «каменным замком в пустыне», поскольку вокруг станции не было домов. Со временем возле вокзала начали строить заводы и деревянные дома. В Лиепае останавливались люди со всей Российской империи, ожидая отправки кораблей в Америку. В общем, через Лиепаю в 1906-1914 годах уехало около полумиллиона эмигрантов. На третьем этаже здания вокзала  в то время находилась православная церковь.

#### Современность
В 2001 году было прервано пассажирское сообщение с Ригой, восстановлено в 2006 году с остановками только на крупных станциях. 
Железнодорожная линия Лиепая — Вентспилс была закрыта в 1996 году.
Железнодорожная линия Лиепая — Вайнёде была закрыта в 1999 году.

## Изображения

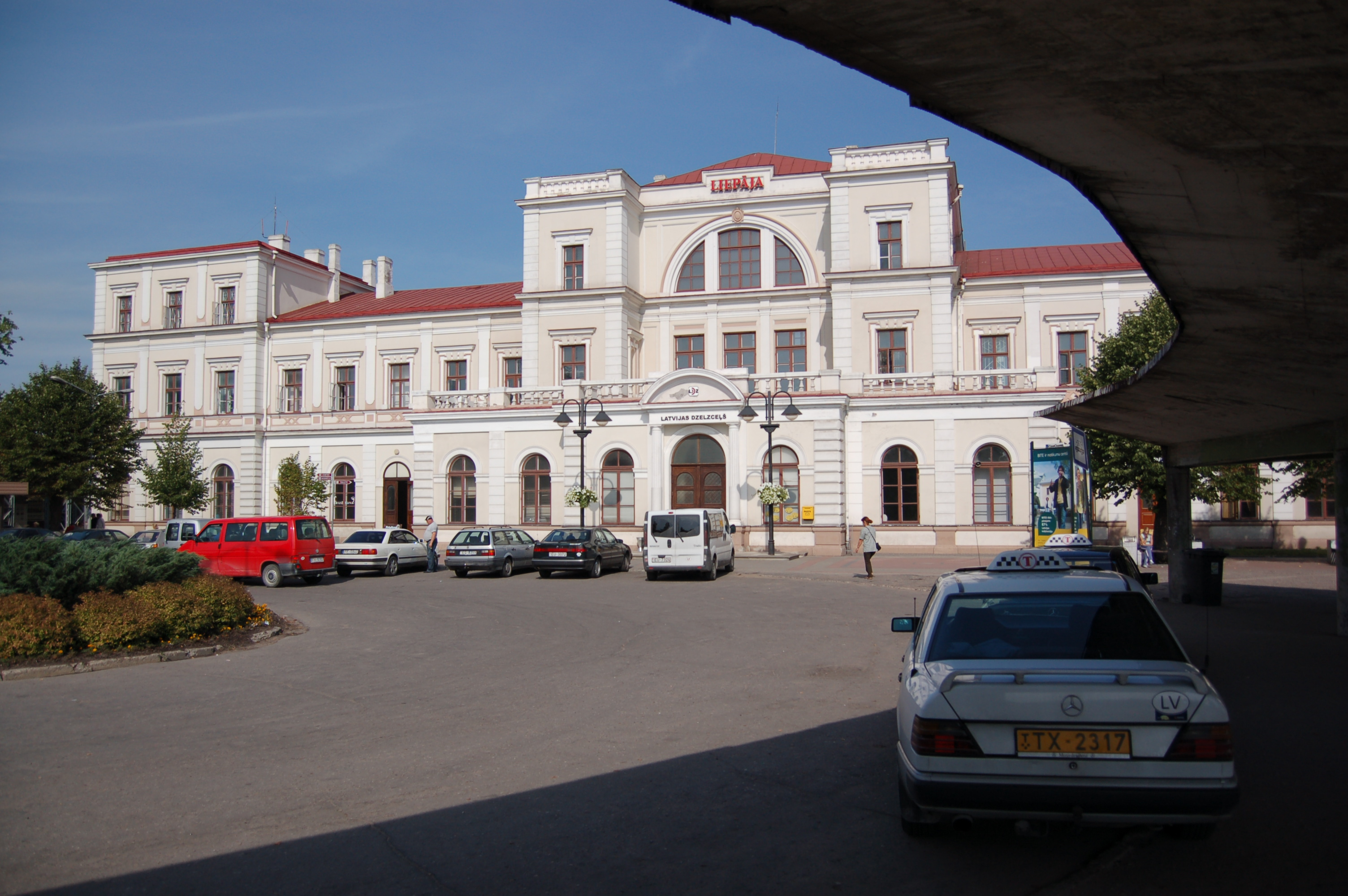
Лиепайский вокзал в 2006 году.
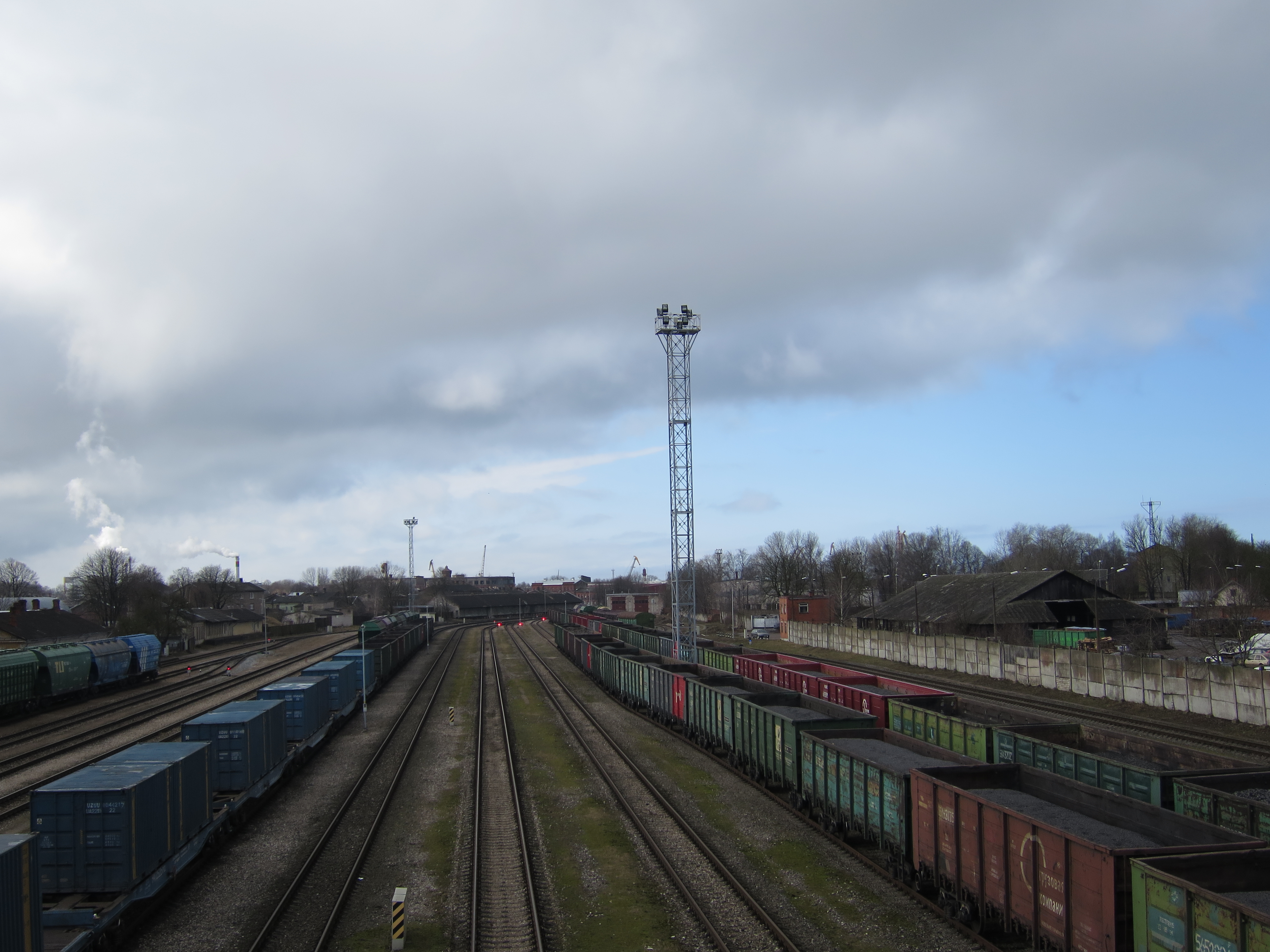
Пути на Лиепайском вокзале
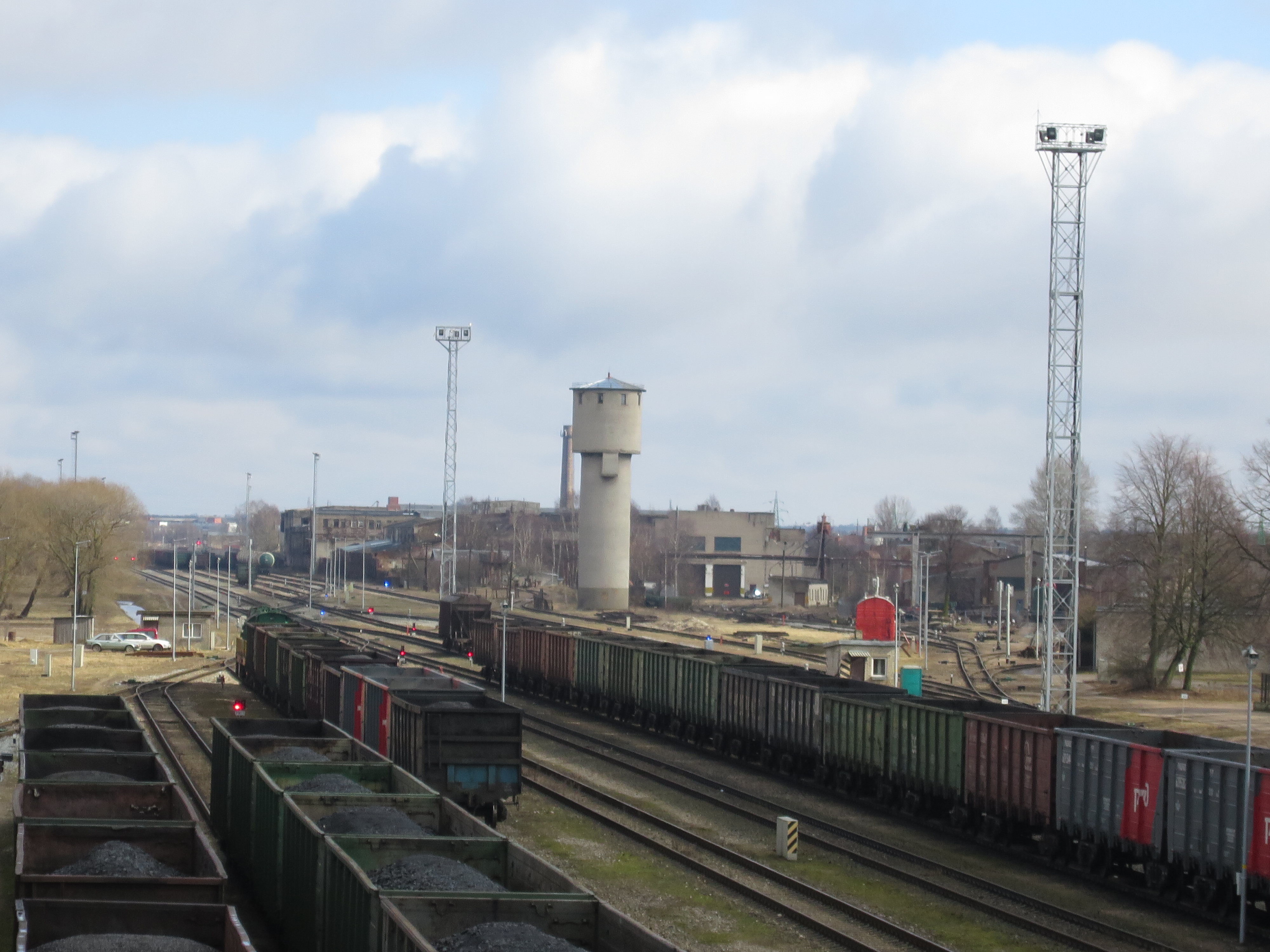
Пути на Лиепайском вокзале, вид на Елгаву